# Teofil Lewicki (notariusz)
Teofil Lewicki herbu Rogala (ur. ok. 1824, zm. 21 maja 1892 w Sanoku) – polski notariusz, działacz społeczny i polityczny.

## Życiorys
Urodził się około 1824. Według różnych wersji był wyznania greckokatolickiego lub rzymskokatolickiego. Legitymował się herbem szlacheckim Rogala.
Ukończył studia prawnicze. W okresie zaboru austriackiego w ramach autonomii galicyjskiej wstąpił do c. k. służby państwowej. Dekretem c. k. wysokiego ministerium sprawiedliwości został mianowany notariuszem z siedzibą urzędową w Sanoku i 5 grudnia 1860 złożył przysięgę w c. k. wyższym sądzie krajowym we Lwowie. Sprawował stanowisko notariusza w Sanoku, wpierw pozostając w strukturze Sądu Cyrkularnego, później Powiatowego w Przemyślu (do 1887), później przy C. K. Sądzie Powiatowym w Sanoku w obrębie C. K. Sądu Obwodowego w Przemyślu, w tym przez pewien czas jako jedyny, zaś następnie był jednym z notariuszy w ustanowionym w 1887 C. K. Sądzie Obwodowym w Sanoku, pracując do około 1891. Pomimo wprowadzenia języka polskiego jako urzędowego, używał języka niemieckiego na pieczęciach notarialnych (Teofil Lewicki k. k. Notar zu Sanok in Galizien).
Był wybierany radnym Rady Miejskiej w Sanoku: w 1867 (14 marca tego roku wybrany drugim asesorem zwierzchności gminnej), w 1870 (w wyborach 10 listopada 1868 kandydował na urząd zwierzchnika (naczelnika) gminy Sanoka, ulegając Janowi Okołowiczowi, ponownie startował bez powodzenia w wyborze 14 kwietnia 1870, po czym pełnił funkcję zastępcy tegoż do swojej rezygnacji przyjętej 12 czerwca 1871), 1872 (w 1874 był asesorem, 1881 (wybory uzupełniające). W tym okresie 14 listopada 1870 złożył rezygnację z urzędu radnego, asesora i zastępcy burmistrza, która nie została przyjęta przez Radę Miejską, a 30 czerwca 1873 zrezygnował z funkcji asesora. 11 czerwca 1890 przyjęto jego rezygnację z mandatu radnego Rady Miejskiej.
7 lutego 1880 został wybrany zastępcą prezesa zarządu oddziału Towarzystwa Pedagogicznego w Sanoku. W 1882 był przewodniczącym oddziału sanockiego I Galicyjskiego Towarzystwa Ochrony Zwierząt we Lwowie.
Zmarł w Sanoku 21 maja 1892 w wieku 68 lat. Został pochowany dwa dni później. Jego żoną była Maria z domu Fialka (zm. jako wdowa 6 listopada 1909 w Jaworzniu w wieku 76 lat), z którą miał dzieci: Józefę Antoninę (1867-1869), Włodzimierza (ur. 1868, doktor praw, adwokat i literat w Krakowie, zm. 5 czerwca 1909 w Krakowie w wyniku postrzału), Antoninę Izabelę (ur. 1873). Jego żona Maria i syn Włodzimierz zostali pochowani na Cmentarzu Rakowickim w Krakowie (kwatera Kc).